# Jojo Abot
Jojo Abot es una artista, música y actriz ghanesa radicada en Brooklyn, Nueva York.

## Carrera
Su producción creativa abarca la dirección de vídeo, la actuación, el modelaje y el canto. La obra de Abot se inspira en su país natal, utilizando su lengua materna, Ewe, como fuente para dar título a su obra y como punto de origen para la inspiración musical. Sus inspiraciones musicales incluyen a Fela Kuti y Ebo Taylor. Abot ha realizado giras con Common, Lauryn Hill, Seun Kuti y Stephen Marley.
La historia de origen de Abot y la historia familiar juegan un papel importante en su trabajo musical. Por ejemplo, el nombre de su abuela, Fyfa Wofo, inspiró el nombre de su álbum debut en 2016. Fyfa Wofo se centra en una narrativa en la que una mujer africana se embaraza con el hijo de un hombre blanco.

## Estilo
La música de Abot se inspira en el jazz, el afropunk, el hip hop y el soul, así como en sonidos tribales e indígenas. Su segundo EP, Ngiwunkulunkulu, fue publicado en 2018. El título se traduce como "Yo soy Dios" en zulú y es el resultado de su exploración de identidad personal como reacción al impacto duradero del apartheid en Johannesburgo, Sudáfrica. Tanto Ngiwunkulunkulu como Fyfa Wofo muestran el sonido y el estilo característicos de Abot, a los que ella se refiere como "afro-hypno-sonic", una mezcla de ritmos afrobeat, soul y electrónicos.